# Slaven Jurić
Slaven Jurić (29. rujna 1984.) je hrvatski pop-pjevač i bivši nogometaš.
Karijeru je započeo u GOŠK-u iz Kaštel Gomilice, da bi u zimu 2009. prešao u tadašnjeg premijerligaša NK Posušje. Nakon ispadanja Posušja u niži rang Jurić prelazi u federalnog drugoligaša Slogu Uskoplje. U Slogi se zadržao samo jednu polusezonu (jesen) jer odlazi u bugojansku Iskru.
Igra na poziciji stopera.